# Каріб'іл Ватар II
Каріб'іл Ватар II Великий (*krbʾl wtr bn Ḏmrʿly, д/н—бл. 600 до н. е.) — мукарріб і 1-й малік (цар) Саби. Заклав підвалини для встановлення сабейської гегемонії в Південній Аравії. Перша частина ім'я перекладається як «благословенний або слухняний Богу». Не слід плутати з Каріб'іл Ватаром I, що був сучасником ассирійського царя Сін-аххе-еріби.

## Життєпис
Син мукаріба (верховного жреця-князя) Сумухуалай Януфа (Замар'алая). Дата сходження на трон невідома. Основні відомості про Каріб'іл Ватара II містяться в написах RES 3945 (G1 1000 A) і RES 3946 (G1 1000 B) в релігійному центрі Сабейського царства — Сірваху.

Походи Каріб'іл Ватара II

Ймовірно зміг достатньо посилитися, щоб у 620 році до н. е. прийняти титул маліка. Основним суперником стало Аусанське царство, що контролювала південне узбережжя Аравійського півострова, уздовж якого проходив торгівельний шлях. Ймовірно Аусан повстало, оскільки близько 700 року до н.е. воно було переможено мукаррібом Ітаамар Ватаром I. Каріб'іл Ватар II утворив коаліцію з державами Хадрамаут і Катабан. 
Внаслідок декількох військових компаній він переміг авсанського муккаріба Муратті‘ , що втратив 16 тис. загиблими й 40 тис. полоненими. Слідом за цим було зруйновано царський палац Авсанської держави — Місвар, усі написи з палаців й храмів Авсану перевезено до Саби. Після цього передав союзникам землі Аусанського царства, які захоплено в Катабані і Хадрамаута. Основні землі Аусану стали частиною Саби. Для зміцнення своєї влади на підкорених територіях Каріб'іл Ватар II звів численні міста з укріпленими стінами ('hg) в області S1rm, куди пересилив сабейських колоністів. Також наказав здійснити численні іригаційні роботи. Поширював серед авсанців сабейський культ бога Алмакаха і богині Зат-Хім'ям.
Слідом за цим Каріб'іл Ватар II виступив проти Мінейського царства, що розташовувалося північніше Саби. В результаті кількорічної війни супротивника було подолано, значна частина території цього царства була приєднана до Сабейського царства. Рештки Мінейського царства опинилися в залежності від САби. На мінейців накладено данину на користь бога Алмакаха.
Наступним кроком була війна проти держави Хим'яр, північні області якої приєднано до Сабейського царства. Невдовзі після цього Каріб'іл Ватар II помер. Трон успадкував його син Сумухуалі Заріх .